# Platycoryne lisowskiana
Platycoryne lisowskiana är en orkidéart som beskrevs av Dariusz Lucjan Szlachetko och Marta Kras. Platycoryne lisowskiana ingår i släktet Platycoryne och familjen orkidéer. Inga underarter finns listade i Catalogue of Life.